# Sommer-Paralympics 2024/Teilnehmer (Senegal)
| stlisierte Goldmedaille | stlisierte Silbermedaille | stlisierte Bronzemedaille |
| ----------------------- | ------------------------- | ------------------------- |
| —                       | —                         | —                         |

Senegal entsandte für die Paralympischen Spiele 2024 in Paris vier Athleten. Die drei Männer und eine Frau traten in vier Sportarten an.

## Teilnehmer nach Sportart

### Bogenschießen
| Männer      |                  |          |    |              |         |               |               |               |               |               |               |               |               |    |
| Aliou Drame | Compound (Offen) | 672 (PB) | 28 | Rakesh Kumar | 131:136 | ausgeschieden | ausgeschieden | ausgeschieden | ausgeschieden | ausgeschieden | ausgeschieden | ausgeschieden | ausgeschieden | 17 |

PB: Persönliche Bestleistung

### Leichtathletik
| Athleten         | Klassifizierung | Wettbewerb | Finale     | Finale |
| Athleten         | Klassifizierung | Wettbewerb | Zeit/Weite | Rang   |
| ---------------- | --------------- | ---------- | ---------- | ------ |
| Männer           |                 |            |            |        |
| Youssoupha Diouf | F57             | Speerwurf  | 47,39 m    | 5      |

### Taekwondo
| Athlet        | Wettbewerb     | Rang |
| ------------- | -------------- | ---- |
| Männer        |                |      |
| Idrissa Keita | K44 über 80 kg | 4    |

### Parakanu
| Athlet       | Wettbewerb             | Vorlauf | Vorlauf    | Halbfinale | Halbfinale | A-/B-Finale | A-/B-Finale | Rang |
| Athlet       | Wettbewerb             | Zeit    | Rang       | Zeit       | Rang       | Zeit        | Rang        | Rang |
| ------------ | ---------------------- | ------- | ---------- | ---------- | ---------- | ----------- | ----------- | ---- |
| Männer       |                        |         |            |            |            |             |             |      |
| Edmond Sanka | Kayak Einzel 200 m KL3 | 42,77 s | 3 Gruppe 1 | 41,94 s    | 3          | 40,80 s     | 5           | 5    |